# آلة التسجيل الإلكتروني والمحاسبة

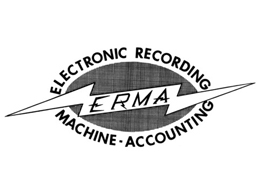
شعار إيرما

إيرما أو آلة التسجيل الإلكترونية والمحاسبة (بالإنجليزية: Electronic Recording Machine, Accounting)‏ كانت عبارة عن تقنية كمبيوتر تعمل تلقائيًا على مسك الدفاتر المصرفية ومعالجة الشيكات. تم تطوير المشروع في معهد ستانفورد للأبحاث بموجب عقد من بنك أمريكا، وبدأ المشروع في عام 1950 وتم الكشف عنه علنًا في سبتمبر 1955.

## روابط خارجية
- صفحة SRI على ERMA